# Illois (Seine-Maritime)
Illois település Franciaországban, Seine-Maritime megyében. Lakosainak száma 391 fő (2022. január 1.). Illois Le Caule-Sainte-Beuve, Flamets-Frétils, Haudricourt, Marques, Nullemont és Ronchois községekkel határos.

## Népesség
A település népességének változása:
| Lakosok száma | 380  | 393  | 403  | 407  | 406  | 410  | 411  | 401  | 391  |
|               | 2013 | 2015 | 2016 | 2017 | 2018 | 2019 | 2020 | 2021 | 2022 |